# Автомобильные перевозки

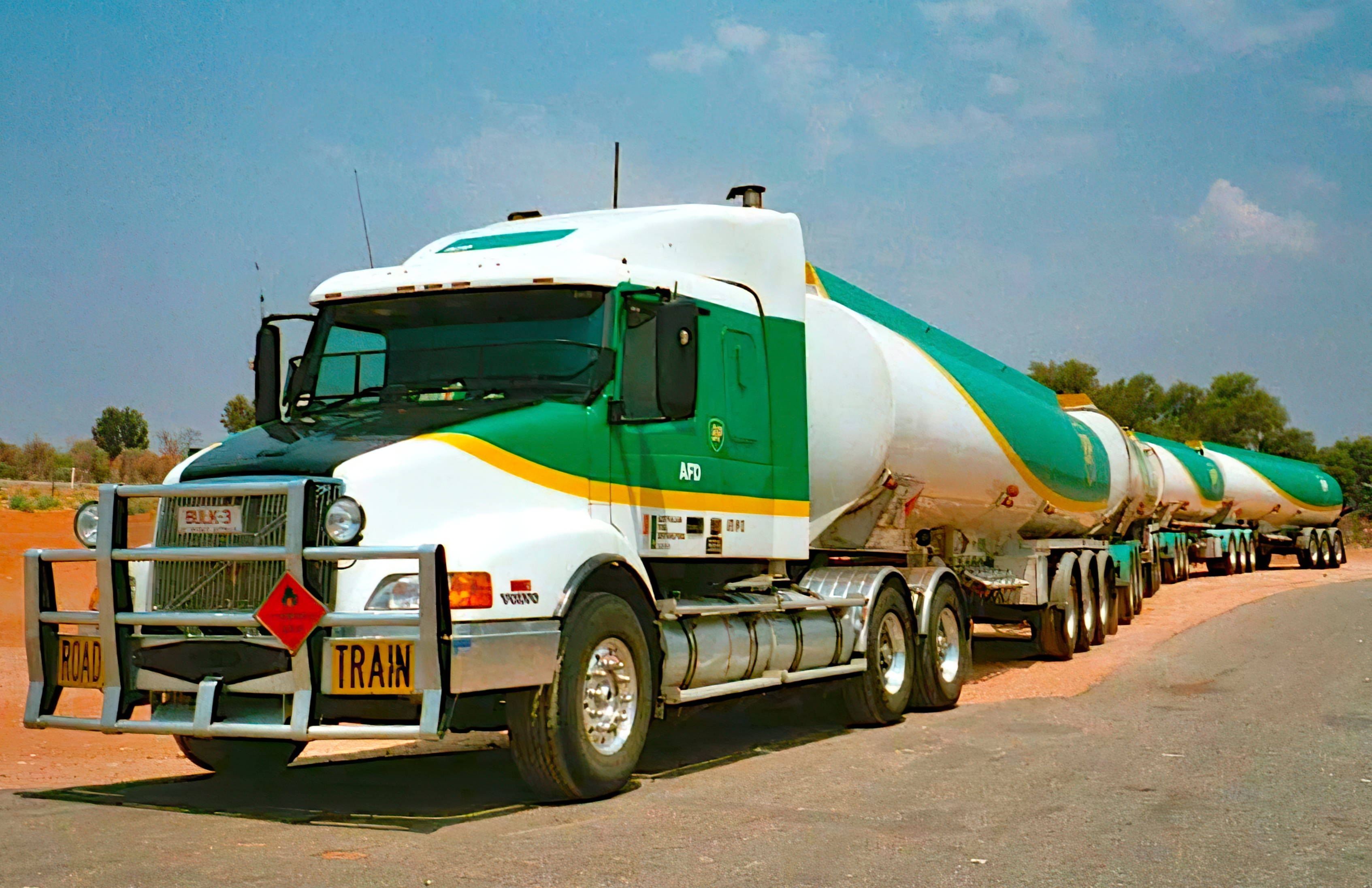
Автомобильный поезд в Австралии

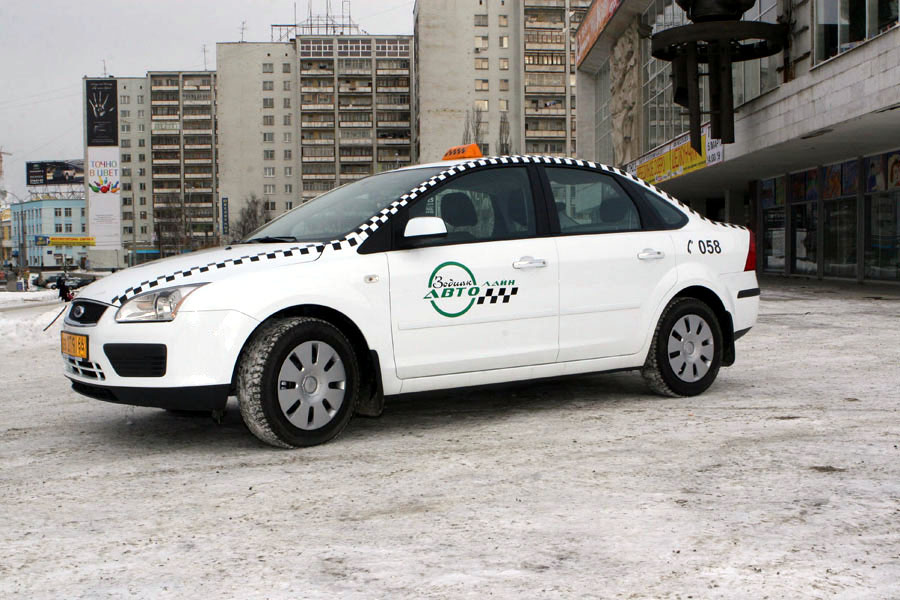
Такси в Екатеринбурге

Автомобильные перевозки — это перевозки грузов и пассажиров сухопутным транспортом по безрельсовым путям.
Основные сферы целесообразного применения автомобильных перевозок — развоз и подвоз грузов к магистральным видам транспорта, доставка промышленных и сельскохозяйственных грузов на короткие и средние расстояния, внутригородские перевозки, доставки грузов для торговли и строительства. Достоинство автомобильных перевозок в маневренности, гибкости и доступности, недостаток — достаточно высокая стоимость в дальних перевозках и при очень больших объёмах грузов.
На дальние расстояния автомобильные  грузоперевозки применяются для перевозки скоропортящихся, особо ценных, требующих быстрой доставки, неудобных для перегрузки другими видами транспорта грузов, и когда отсутствуют иные виды транспорта.

## Виды перевозок

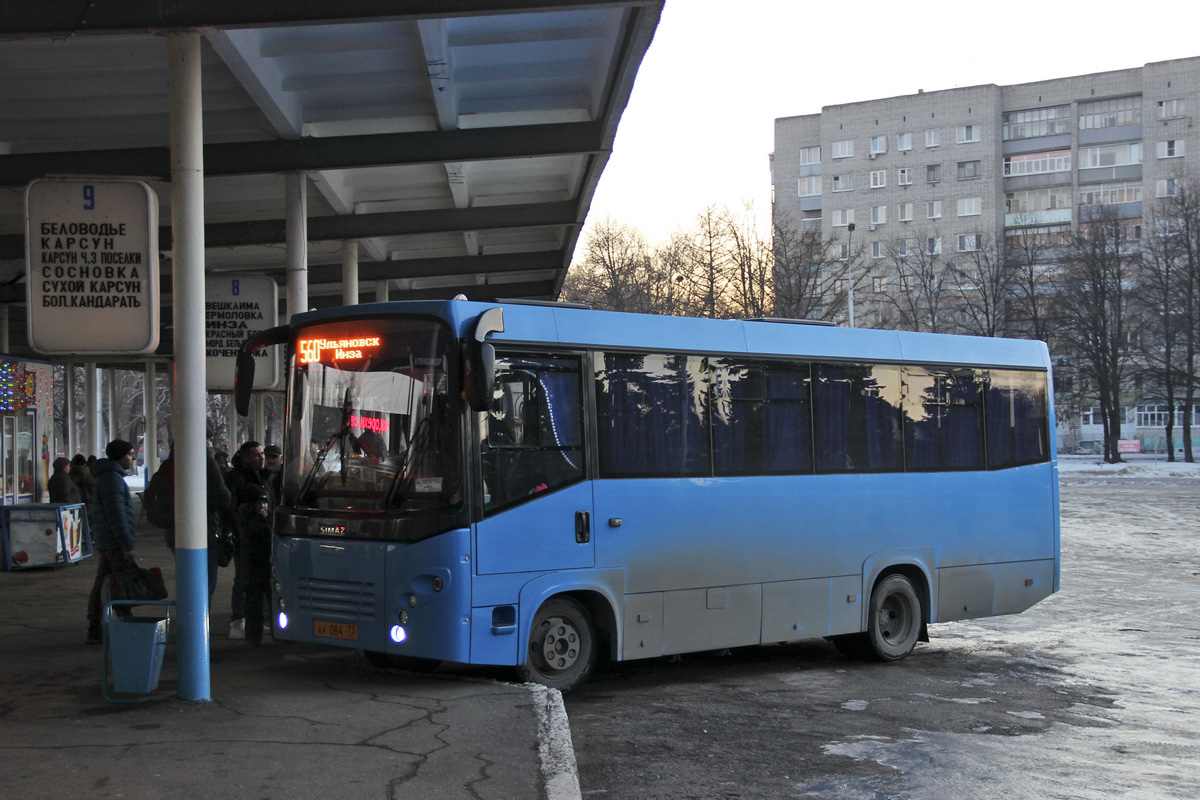
Автобус СИМАЗ-2258 междугороднего маршрута Ульяновск — Инза на центральном автовокзале Ульяновска

### Такси
Такси — это легковые автомобили, перевозящие пассажиров в место, которое они выбирают сами. В такси оплата зависит от расстояния. Таксист прокладывает маршрут в то место, которое выберет пассажир.

### Автобусные перевозки
Автобусы перевозят пассажиров по заранее определенным перевозчиком маршрутам, останавливаясь на специально обозначенных остановочных пунктах. В конечных пунктах, где расходятся много маршрутов, располагаются автостанции.

### Грузотакси

Транспортировка асфальта в кузове самосвала

Как правило, это автомобили с грузоподъемностью от 600 кг и более, предназначенные для перевозки техники, мебели и других вещей, которые не помещаются в легковой автомобиль. Грузовое такси, как и обычное, повсеместно распространено и широко используется гражданами и мелкими фирмами.

### Грузоперевозки
Автомобильному транспорту нет адекватной замены при грузоперевозках на малые и средние расстояния. При строительстве скоростных автомагистралей, автомобильные перевозки становятся выгодными даже на большие расстояния.
Первое место среди грузовых автомобильных перевозок занимают перевозки тарно-штучных грузов. Для повышения эффективности перевозки тарно-штучных грузов используются контейнеры, поддоны и пакеты, чтобы максимально укрупнить грузовые единицы. При этом, если обслуживаются клиенты, не обладающие механизированными погрузо-разгрузочными пунктами, то часто используются автомобили с краном-манипулятором.
При строительстве, при разработке полезных ископаемых и в сельском хозяйстве, в больших объемах выполняются перевозки навалочных грузов. Для них используют самосвалы, которые обеспечивают быструю разгрузку.